# Shuttle Dial
Als Shuttle Dial (von engl. to shuttle = pendeln) bezeichnet man ein bestimmtes Bedienelement auf elektronischen Geräten. Wie bei einem Jog Dial handelt es sich um ein Rad oder einen Drehknopf, im Gegensatz dazu kann es jedoch nicht beliebig, sondern nur in einem bestimmten Bereich gedreht werden und federt nach dem Loslassen wieder in die Ausgangsstellung zurück.
Shuttle Dials werden zum ergonomischen Verstellen eines Wertes verwendet: Je nachdem, in welche Richtung und wie stark der Benutzer das Rad ausgelenkt, wird der Wert unterschiedlich schnell erhöht bzw. verringert; damit ist Grob- und Feineinstellung mit einem einzelnen Bedienelement möglich.
Beispiele für die Verwendung:
- Die Frequenzeinstellung einiger Radios mit digitalem Tuner
- Als Teil eines Jog/Shuttles auf Videorecordern und ähnlichen Geräten; damit kann im Standbild-Modus die Bandposition verändert, also unterschiedlich schnell vor- und zurückgespult werden.
- Als Zoomwippe einiger Kameras, die unterschiedlich schnelles Zoomen erlaubt.
- Pitch-Bender bei Tasteninstrumenten dienen der Modulation der Tonhöhe.